# Kniphofia angustifolia
Kniphofia angustifolia är en grästrädsväxtart som först beskrevs av John Gilbert Baker, och fick sitt nu gällande namn av Leslie Edward Wastell Codd. Kniphofia angustifolia ingår i Fackelliljesläktet som ingår i familjen grästrädsväxter.
Artens utbredningsområde är KwaZulu-Natal. Inga underarter finns listade i Catalogue of Life.